# 構築物

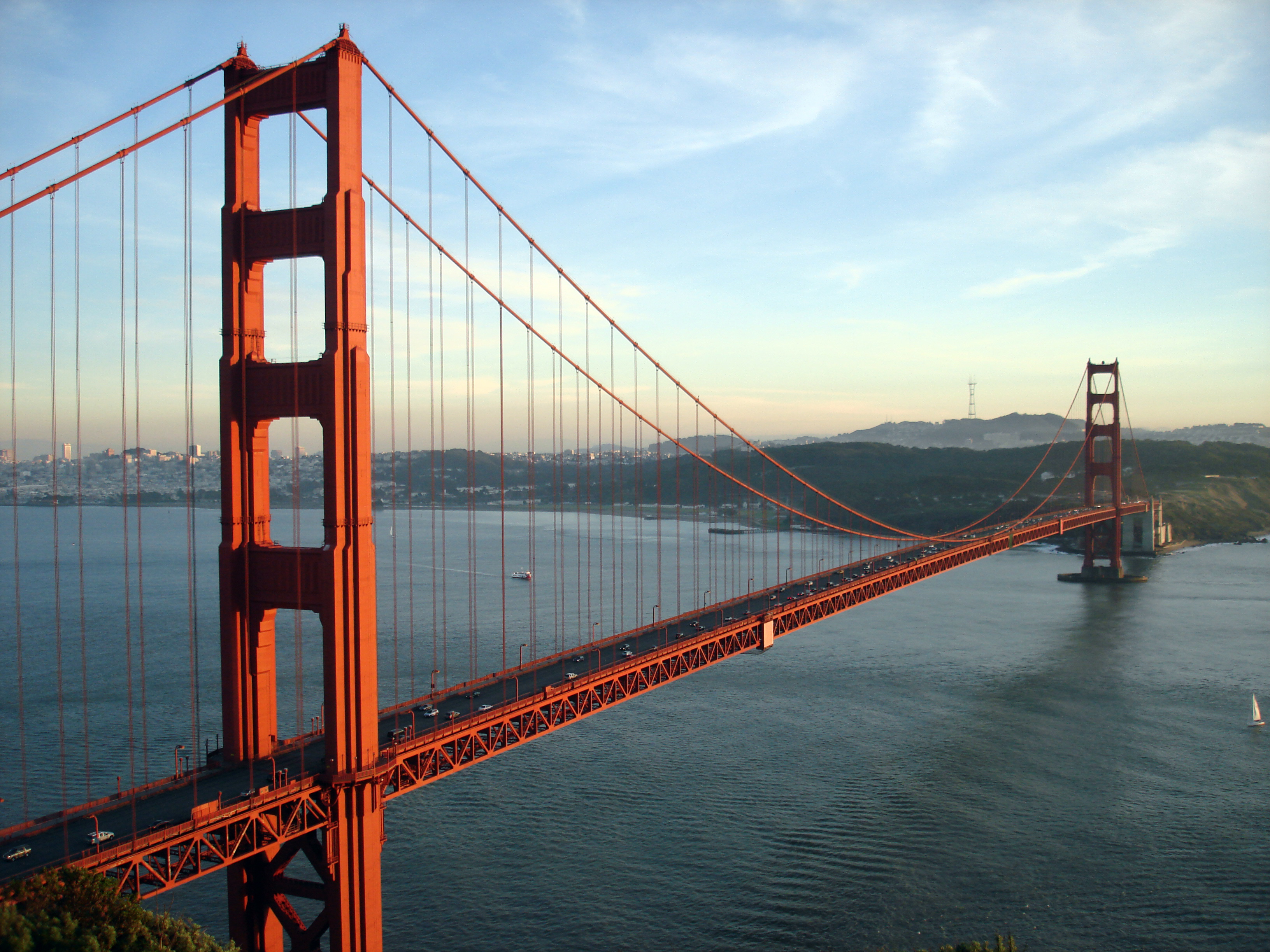
橋（ゴールデンゲートブリッジ）

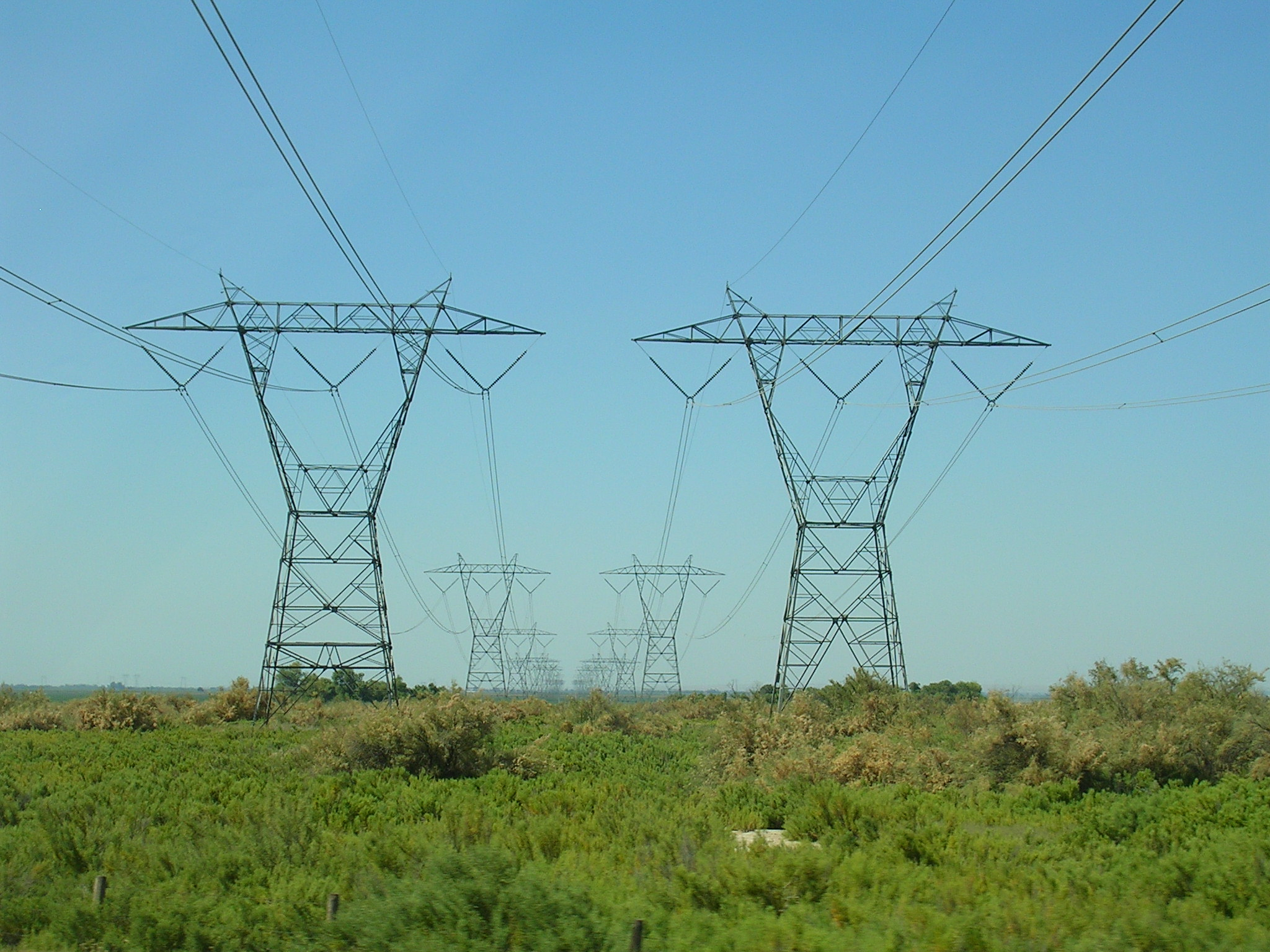
送電線のための鉄塔

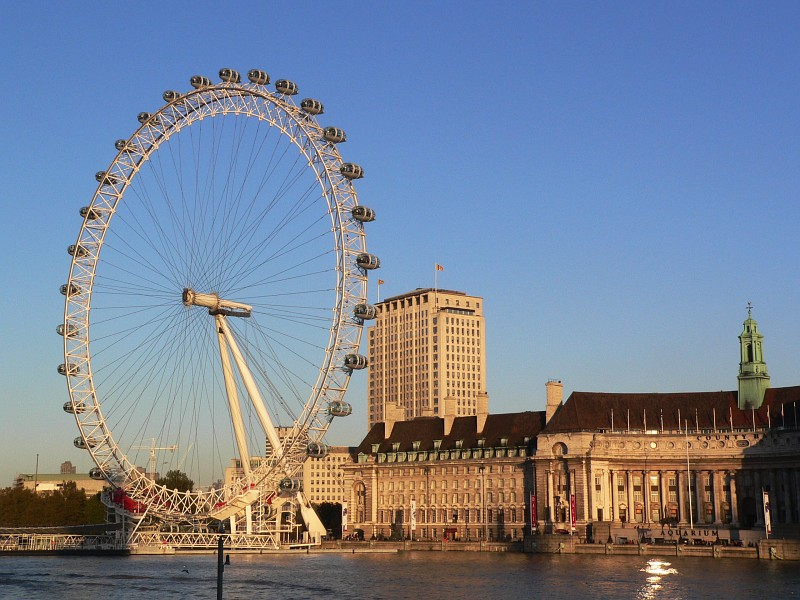
観覧車（ロンドン・アイ）

構築物（こうちくぶつ、Nonbuilding structures または単に structures）とは、人間が継続的に居住・滞在する目的以外のために設計・建設された構造物である。建築家と構造エンジニアは建築物（buildings）と構築物を区別するためにこの用語を使用する。
構築物の例を以下に示す。
- 煙突
- 沖合石油プラットフォーム（生産・居住施設を除く）
- 観覧車
- キャノピー（天蓋形のひさし）
- クレーン
- 索道支柱
- 桟橋
- 蒸留施設（石油化学工場・石油精製所における付随建造物を含む）
- 船舶昇降機
- ダム
- 鉄塔
- 電波塔
- トンネル
- パイプライン
- 橋（水道橋、跨線橋、トレッスル橋、高架橋を含む）
- 埠頭
- 擁壁
- 立体駐車場
- 冷却塔
- ローラーコースター

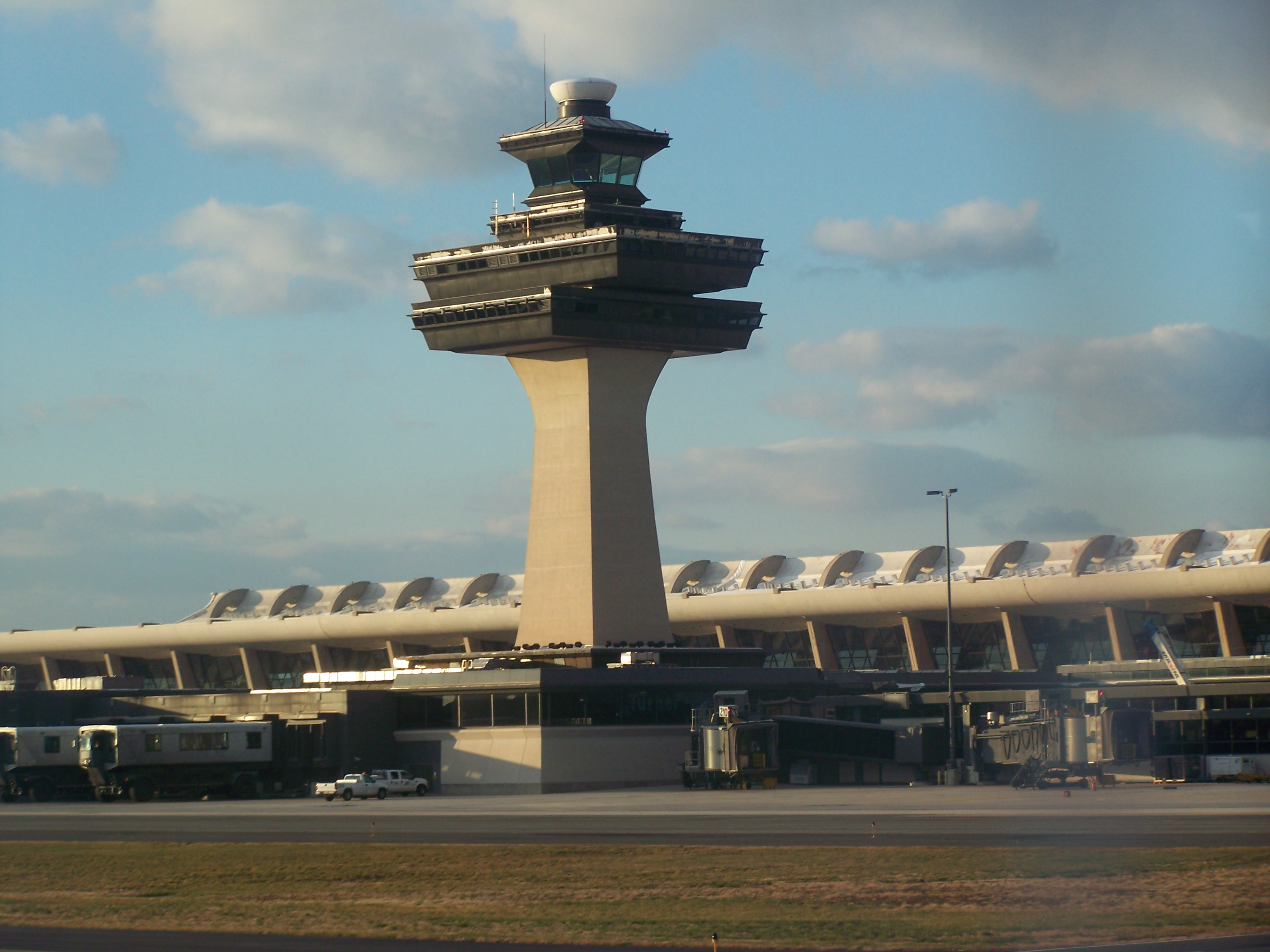
管制塔（ダレス国際空港）

以下のような定期的に人間が滞在するものは防災面から建築物に分類する。
- 管制塔
- キオスク
- 工場
- 精製所
- 倉庫
- 灯台
- 発電所